# Casum sentit debitor
Casum sentit debitor è una locuzione latina che significa il caso fortuito grava sul debitore. 
Principio fondamentale in tema di responsabilità contrattuali, in base al quale le conseguenze economiche che si accompagnano al verificarsi di un evento improvviso ricadono sul debitore.